# آنتونیو آلیس
آنتونیو آلیس (انگلیسی: Antonio Alice; ۲۳ فوریهٔ ۱۸۸۶ – ۲۴ اوت ۱۹۴۳) نقاش اهل آرژانتین بود.

## افتخارات
وی همچنین برندهٔ جوایزی همچون جایزه بزرگ رم شده‌است.